# پرزیچه
پرزیچه (به ایتالیایی: Presicce) یک کومونه در ایتالیا است که در استان لچه واقع شده‌است. پرزیچه ۲۴ کیلومتر مربع مساحت و ۵٬۶۱۹ نفر جمعیت دارد و ۱۰۴ متر بالاتر از سطح دریا واقع شده‌است.